# Лагийе, Арлетт
Арле́тт Лагийе́ (фр. Arlette Laguiller), известная просто как «Арлетт» (род. 18 марта 1940) — французский политик-троцкист, сопредставительница ЦК партии «Рабочая борьба» (фр. Lutte ouvrière, LO).

## Краткая биография
Родилась накануне Второй мировой войны в семье анархиста и практикующей католички. Политическая деятельность Лагийе началась в 1960 году, когда она вышла на свою первую акцию против ведения французским правительством колониальной войны в Алжире и вступила во Французскую секцию Рабочего интернационала, а также Всеобщую конфедерацию труда (ВКТ, CGT) — крупное профсоюзное объединение, связанное с Французской коммунистической партией. В 1965 году была исключена из ВКТ за троцкизм и перешла в альтернативный профцентр Всеобщая конфедерация труда — Рабочая сила (Confédération générale du travail — Force ouvrière). Принимала активное участие в событиях «Красного мая» 1968 года.
Лагийе, одна из основателей партии «Рабочая борьба» в 1968 и вождь её с 1973 года, стала широко известной в 1974 году, когда она организовала забастовку банковских служащих. В этом же году началась её беспрецедентная карьера «вечного кандидата» троцкистской партии на выборах президента Французской республики: она участвовала последовательно в выборах 1974, 1981, 1988, 1995, 2002 и 2007 годов, то есть шесть раз на протяжении 33 лет.
Лучший результат Арлетт показала на выборах 2002 года, получив 5,72 % голосов (в абсолютных цифрах 1,6 млн) и заняв пятое место после Ширака, Ле Пена, Жоспена и Байру (эти выборы были ознаменованы редким распылением левого электората, причём в них участвовали ещё 2 кандидата от других троцкистских группировок — Оливье Безансно от Революционной коммунистической лиги и Даниэль Глюкштейн от Партии трудящихся). После того, как во второй тур вышли действовавший президент республики Жак Ширак и ультраправый Ле Пен, Лагийе отказалась призвать своих сторонников голосовать за Ширака как «меньшее зло», как это сделали практически все оппоненты правящей партии. Это решение вызвало неоднозначную реакцию.
Лагийе объявила, что на выборах 2007 года баллотировалась последний раз. Набрав всего 1,33 %, она объявила о поддержке во втором туре Сеголен Руаяль против Николя Саркози. Раньше троцкисты отказывались открыто поддерживать кандидатуры социалистов во вторых турах выборов.
Арлетт Лагийе обычно начинает свои речи «Работницы, работники!» (фр. Travailleuses, travailleurs!), что неоднократно обыгрывалось и пародировалось в сатирической прессе и даже в фильме «Астерикс и Обеликс: Миссия «Клеопатра»».